# Bussiera de Dun
Bussiéra de Dun (en francès Bussière-Dunoise) és una localitat i comuna de França, a la regió de la Nova Aquitània, departament de la Cruesa. La seva població al cens de 1999 era de 1.098 habitants. Està integrada a la Communauté de communes de Guéret-Saint-Vaury.

## Demografia
| 1968 | 1975 | 1982 | 1990 | 1999 |
| ---- | ---- | ---- | ---- | ---- |
| 1470 | 1329 | 1247 | 1139 | 1098 |

## Administració
| Període   | Identitat           | Partit |
| --------- | ------------------- | ------ |
| 2001-2008 | Georges Aupetit     |        |
| 2008-     | Jean-Pierre Grimaud |        |